# ماري فييرا
ماري فييرا (بالبرتغالية: Mary Vieira‏) هي رسامة برازيلية، ولدت في 30 يوليو 1927 في ساو باولو في البرازيل، وتوفيت في 2001 في بازل في سويسرا.